# Parc archéologique de San Vincenzino

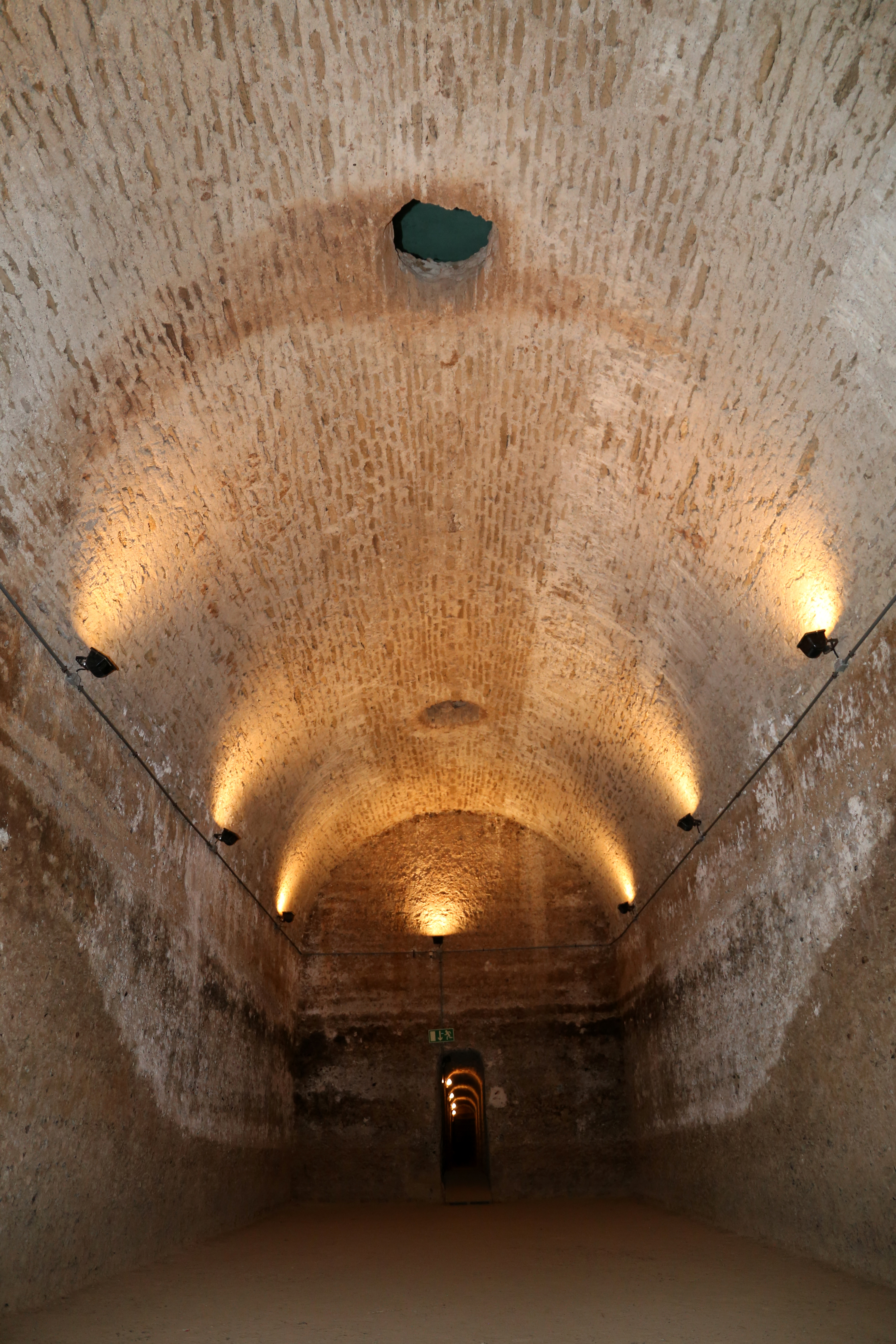
La cisterne romaine

Le parc archéologique de San Vincenzino (Parco archeologico di San Vincenzino ou parfois Parco archeologico della villa romana di San Vincenzino)  est un site archéologique italien situé en Toscane, à San Vincenzino, une frazione de la commune de Cecina, dans la province de Livourne.

## Description
Le parc a été ouvert au public le 6 juillet 1996. 
Les fouilles effectuées sur le site archéologique ont permis de retrouver les restes d'une grande villa romaine de l'époque impériale (seconde moitié du Ier siècle av. J.-C.) et de reconstituer les caractéristiques du complexe dont l'histoire semble être jalonnée de diverses phases de constructions et restructurations. 
À signaler la présence d'une citerne souterraine dont la fonction était d'approvisionner en eau toute la résidence.
À l'intérieur de la Villa Rossa (« Villa rouge »), on trouve un Antiquarium ainsi que l'exposition Privata Luxuria qui comporte des objets et des pièces archéologiques en marbre récupérés au cours des nombreuses campagnes de fouilles qui illustrent les aspects esthétiques et la recherche du luxe de cette riche villa romaine.
La villa est attribuée traditionnellement au consul Albinus Cecina. Bien qu'aucun document n'atteste ce fait, l'édifice par son expansion et son luxe devait appartenir à un personnage de haut rang.
Un laboratoire de restauration est annexé au parc.

## Collections
La salle d'exposition a une surface de 250 m2.

Reconstitution d'instruments anciens:

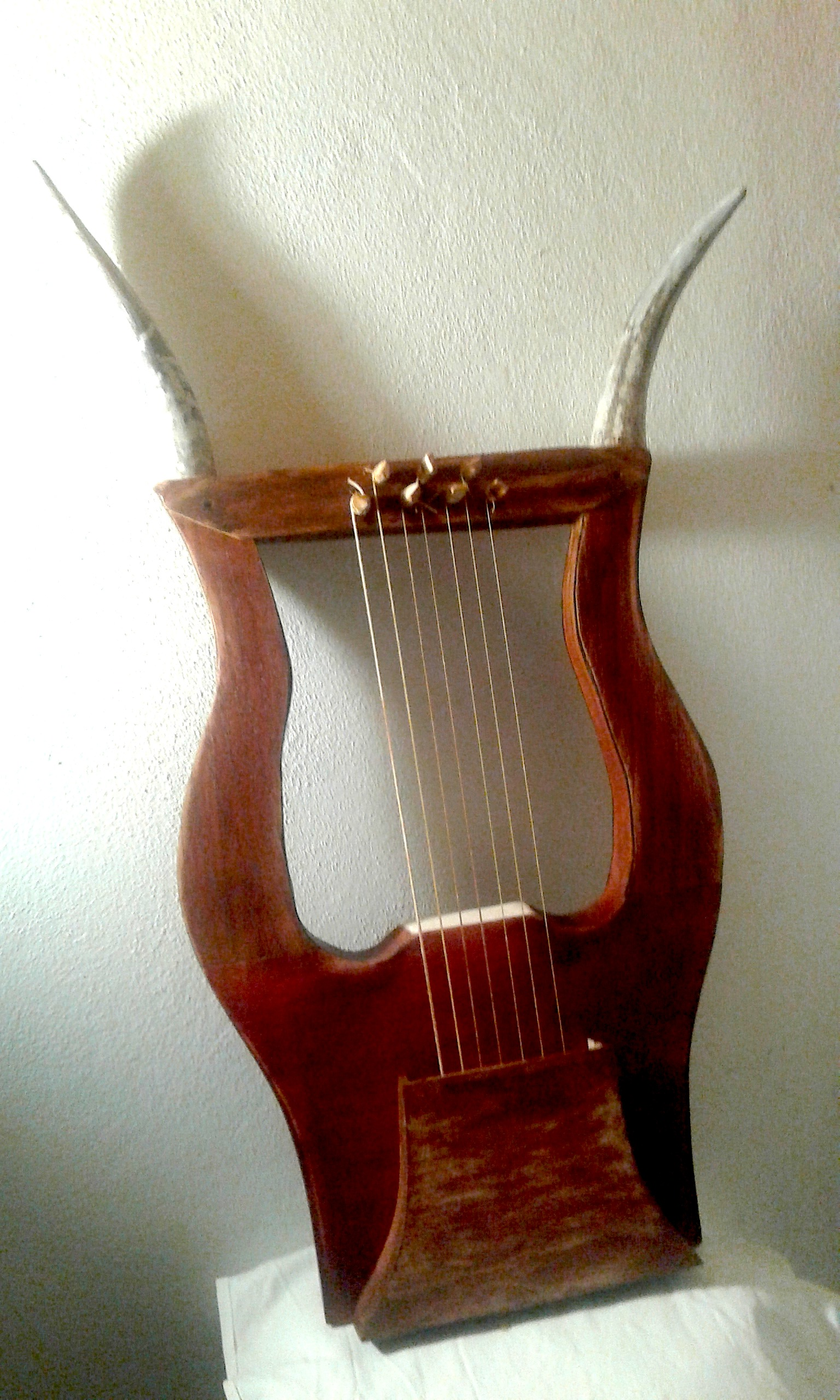
Une cithare
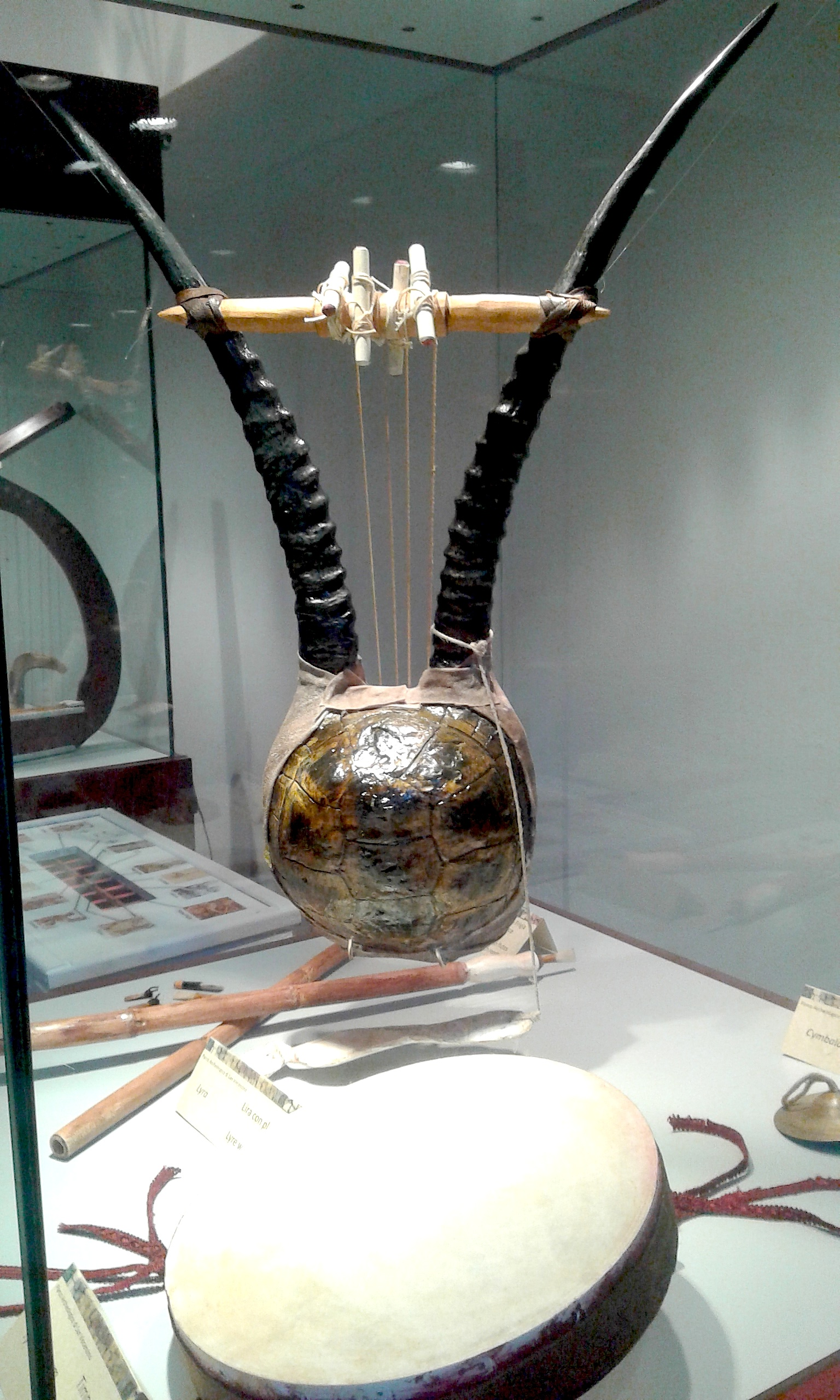
Une lyre
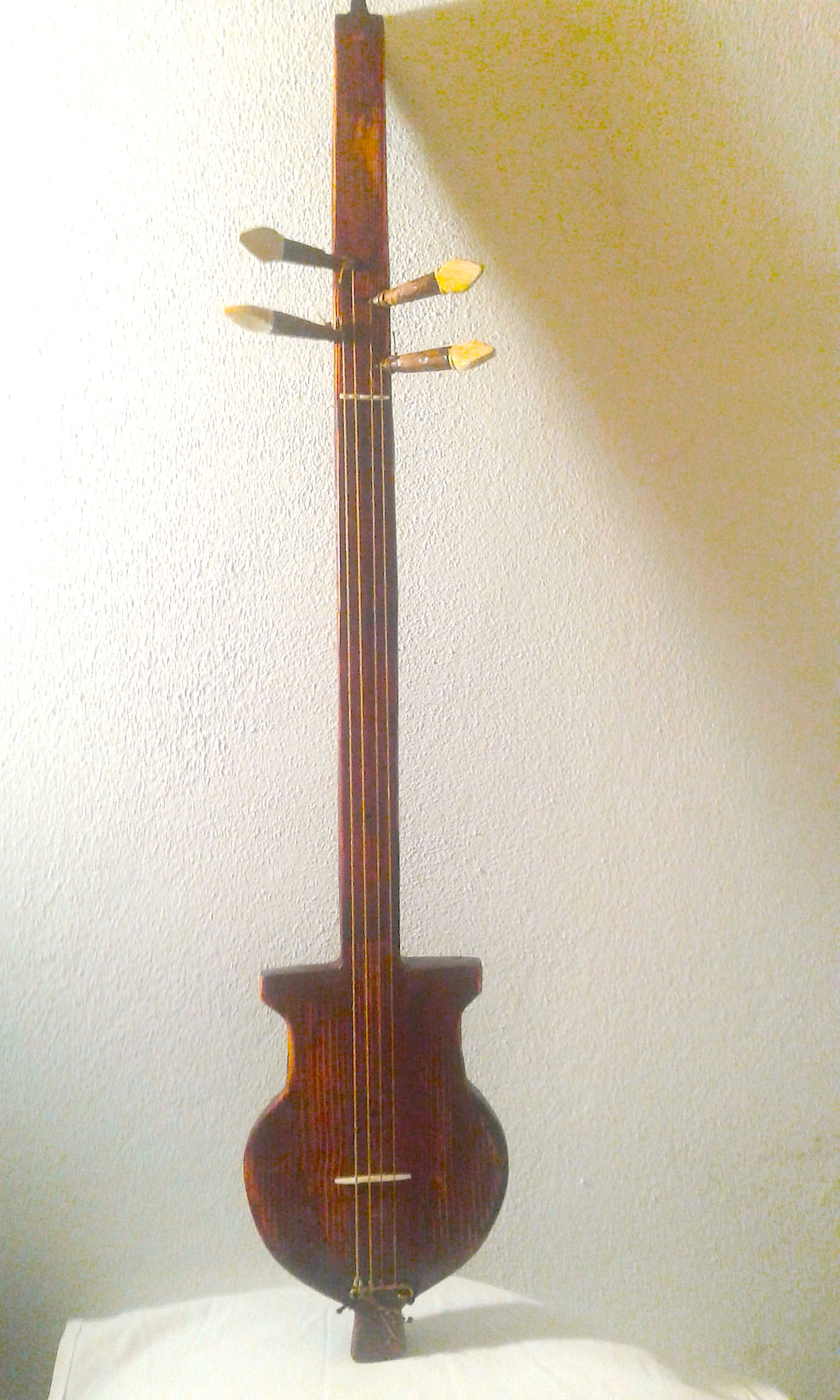
Une vièle antique
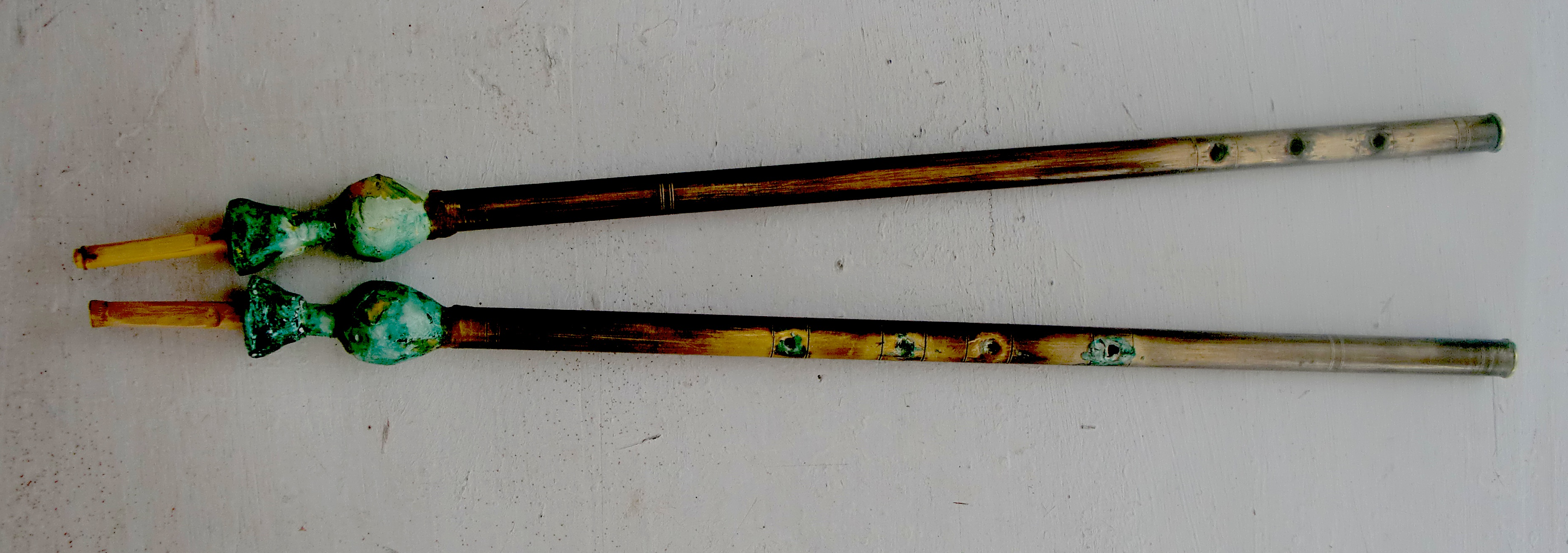
Flûte double
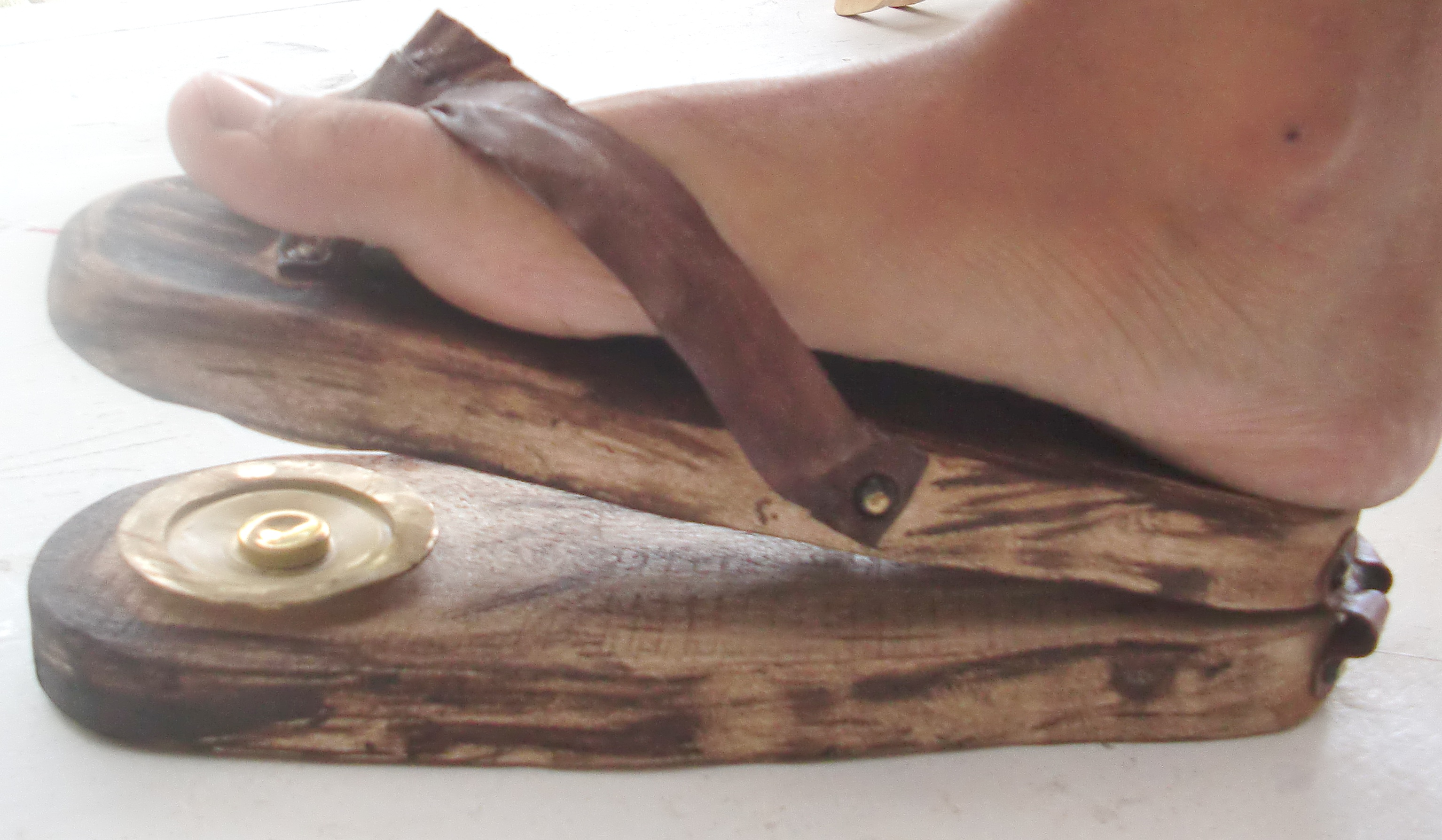
Chaussure pour claquettes

### Typologie des objets
Bijoux, céramiques, bronzes, marbres, mosaïques, fresques, stucs.  

### Pièces remarquables
- Grande citerne souterraine entièrement visitable.
- Statuette acéphale d'Isis en albâtre égyptien.